# Ice Cube

Logo von Ice Cube

Ice Cube, bürgerlich O’Shea Jackson (* 15. Juni 1969 in Baldwin Hills, Los Angeles, Kalifornien), ist ein US-amerikanischer Rapper, Songwriter, Schauspieler und Filmproduzent. Er war Mitglied der Hip-Hop-Gruppen N.W.A und Westside Connection und veröffentlichte zehn Soloalben. Neben der musikalischen Karriere spielte er in mehreren Filmen mit, unter anderem in der Reihe der Friday- und Barbershop-Filme, die er auch produzierte und bei denen er am Drehbuch mitschrieb. 2016 wurde bekannt, dass Ice Cube als eine von 683 Persönlichkeiten von der Academy of Motion Picture Arts and Sciences als Neumitglied eingeladen wurde.

## Werdegang
Ice Cube wuchs als viertes Kind der afroamerikanischen UCLA-Angestellten Hosea und Doris Jackson in South Central Los Angeles auf, einem damals überwiegend von Afroamerikanern bewohnten Bezirk. Er besuchte die William Taft High School im 30 Kilometer von seinem Zuhause entfernt gelegenen Stadtteil Woodland Hills zur gleichen Zeit wie die House-of-Pain-Gründer Daniel O’Connor und Erik Schrody. Mit 15 Jahren lernte er Dr. Dre kennen und begann mit diesem zusammenzuarbeiten. 1986 gründete er zusammen mit Kid Disaster (K-Dee) die Gruppe Stereo Crew. Kurz darauf stieß Dr. Dres Cousin Sir Jinx zu der Gruppe, die sich fortan C.I.A (Cru' in Action!) nannte und 1987 eine EP veröffentlichte. Sein Künstlername bedeutet auf Deutsch Eiswürfel, ist aber auch die Bezeichnung für eine Edelsteinsorte. Diesen Namen gab er sich, laut eigener Aussage, nachdem sein großer Bruder ihm nach einem Streit androhte, ihn in einen Kühlschrank zu stecken und ihn erst wieder herauszulassen, wenn er aussähe wie ein „ice cube“, also Eiswürfel.

### Ab 1986: N.W.A

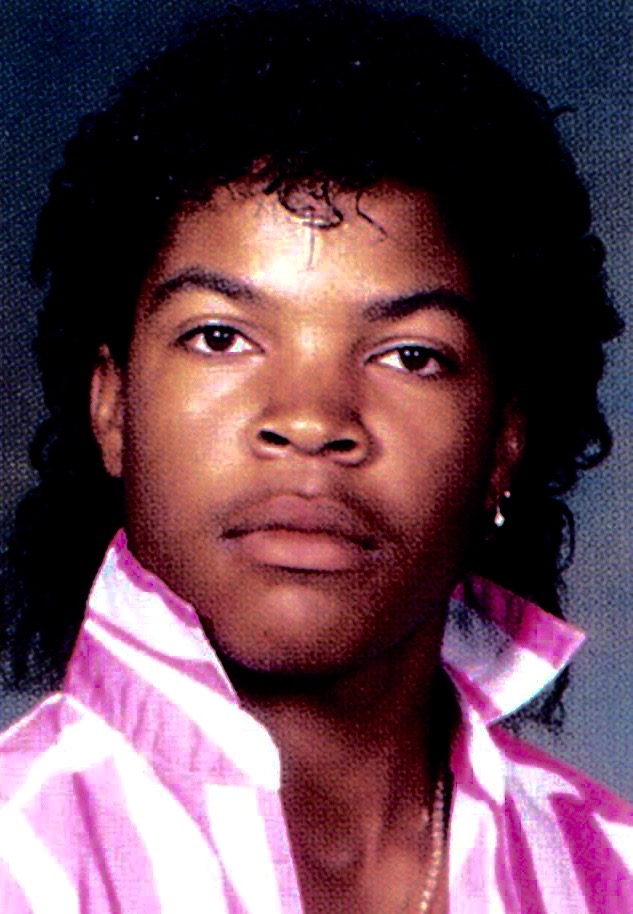
Ice Cube im Jahr 1987, als Highschool-Schüler

Nach der Auflösung von C.I.A. gründeten Ice Cube, Dr. Dre und Eazy-E 1986 die Gruppe N.W.A. Ice Cube lernte den damaligen Drogenhändler Eazy-E über Dr. Dre kennen. Dieser bat Ice Cube, einen Song für ihn zu schreiben. Der vorgeschlagene Song Boyz-n-the Hood wurde zunächst von Eazy E abgelehnt, später aber auf dem 1987 erschienenen N.W.A-Debütalbum N.W.A and the Posse veröffentlicht. Nach dem erfolglosen Album verließ Ice Cube Los Angeles, zog nach Phoenix, Arizona und studierte dort ein Jahr lang Bauzeichnen. Er kehrte jedoch 1988 wieder zurück und nahm mit N.W.A das Album Straight Outta Compton auf. Es war nicht nur das erste erfolgreiche Hip-Hop-Album der Westküste, sondern brachte der Gruppe auch den Durchbruch. In den Songs des Albums besangen die Gruppenmitglieder die Lebensbedingungen in South Central Los Angeles und thematisierten so etwa Straßengangs und Polizeigewalt. Bei dem Album war Ice Cube zusammen mit MC Ren für die Texte verantwortlich, schrieb aber den größten Teil selbst. Aufgrund von Streitigkeiten über die Verteilung der Einnahmen mit dem Manager von N.W.A, Jerry Heller, verließ Ice Cube die Gruppe 1989.

### Ab 1990: Ice Cube solo
Nach der Trennung von N.W.A ging Cube nach New York, um dort mit den Produzenten von Public Enemy Bomb Squad und der Crew Da Lench Mob an seinem Solodebütalbum AmeriKKKa’s Most Wanted zu arbeiten. Das 1990 bei Priority Records veröffentlichte Album erreichte innerhalb von zwei Wochen Gold-Status, später Platin und gelangte auf Platz 19 der Billboard 200. Das Album wurde wegen der gewalttätigen und homophoben Texte kritisiert.
Sein zweites Soloalbum Death Certificate mit gleichem Produzententeam wurde 1991 veröffentlicht. Es war inhaltlich noch radikaler als sein Vorgänger. Speziell das Lied No Vaseline, ein Disstrack gegen N.W.A, wurde als antisemitisch aufgenommen. Das Lied Black Korea wurde als Aufforderung, Läden koreanischer Inhaber niederzubrennen, wie es bei den Unruhen in Los Angeles 1992 geschah, kritisiert. Das Billboard Magazine schloss das Album von den wöchentlich veröffentlichten Listen der Top 200 aus, obwohl es dort den 2. Platz erreichte. Dies war das erste Mal, dass ein Künstler wegen der Inhalte seines Albums ausgeschlossen wurde. Im selben Jahr wurde Ice Cube zur Übernahme der Rolle des Darin „Doughboy“ Baker, einer Hauptrolle des Films Boyz n the Hood – Jungs im Viertel, überredet. Für diese Rolle gewann er den Chicago Film Critics Association Award für den vielversprechendsten Darsteller.
1992 veröffentlichte Cube sein drittes Album The Predator, welches die Single „It Was a Good Day“ und die Zusammenarbeit „Check Your Self“ mit Das EFX enthält. Die Produktion wurde nicht mehr vom Bomb Squad, sondern von Ice Cube selbst, Sir Jinx, Cypress Hills DJ Muggs sowie DJ Pooh übernommen. Das Album war das erste überhaupt, das sowohl in den Pop- als auch den R&B-Charts auf Platz 1 einstieg. Im selben Jahr heiratete er Kimberly Woodruff, mit der er vier Kinder hat (darunter den Rapper und Schauspieler O’Shea Jackson junior). Cube arbeitete als Songwriter an Lench Mobs Album Guerillas in tha Mist und nahm eine Rolle in Walter Hills Film Trespass an.
Nach seinem 1993 erschienenen Album Lethal Injection, das weniger erfolgreich als die Vorgänger war, brachte er bis 1998 keine Soloalben mehr auf den Markt. 1994 nahm er mit seinem früheren N.W.A-Kollegen Dr. Dre die Single „Natural Born Killaz“ für den Soundtrack von Snoop Doggy Doggs Film Murder Was the Case auf. Er gründete das Label Lench Mob Records, auf dem später mehrere Arbeiten von K-Dee, Kausion und WC veröffentlicht wurden. Außerdem führte Ice Cube 1994 Regie für das Musikvideo zum Song Love Sign von Prince.

### Ab 1995: Erste Filmprojekte
Cube schrieb 1995 zusammen mit DJ Pooh das Drehbuch zu der Komödie Friday. In dem Film übernahm er mit Chris Tucker die Hauptrollen. Auf dem zugehörigen Soundtrack war er mit dem Titelsong „Friday“ vertreten. Zwischen Ice Cube und Cypress Hill kam es zu Streitigkeiten, weil B-Real Ice Cube vorwarf Teile des Lieds „Throw your Set in the Air“ geklaut und für seinen Beitrag auf dem Soundtrack verwendet zu haben. B-Real hatte das Album III: Temples of Boom vor der Veröffentlichung Ice Cube privat vorgespielt. In mehreren Disstracks machten sich beide Seiten, jeweils von weiteren Rappern unterstützt, diverse Vorwürfe. Der Streit wurde 1997 bei einem gemeinsamen Radioauftritt beendet.
Zusammen mit Mack 10 und WC formte er 1996 die Gruppe Westside Connection, die im selben Jahr ihr Debütalbum Bow Down veröffentlichte.
In den Jahren 1998 und 2000 veröffentlichte Cube die zwei Teile Volume 1 (The War Disc) und Volume 2 (The Peace Disc) des Solo-Doppelalbums War-&-Peace. Beide Albenteile waren nicht so aggressiv und nicht so erfolgreich wie die früheren Veröffentlichungen. Sie erreichten Gold-Status, konnten aber keinen Charterfolg erzielen. Mit Korn nahm er 1998 für deren Album Follow the Leader das Lied Children of the Korn auf, das 1999 auch als Single veröffentlicht wurde. Korn wiederum waren bereits auf dem Cube-Song Fuck Dying vom ersten War-&-Peace-Album vertreten. Ebenfalls 1998 absolvierte er zusammen mit Korn die Family-Values-Tour, an der u. a. auch Limp Bizkit und Rammstein teilnahmen.
Er nahm zusammen mit einigen anderen Rappern wie Snoop Dogg, Dr. Dre, Xzibit, Nate Dogg, Kurupt, MC Ren, Warren G und Eminem an der Up in Smoke Tour teil, die 44 Konzerte in den Vereinigten Staaten umfasste.

### Ab 2000: Solopause

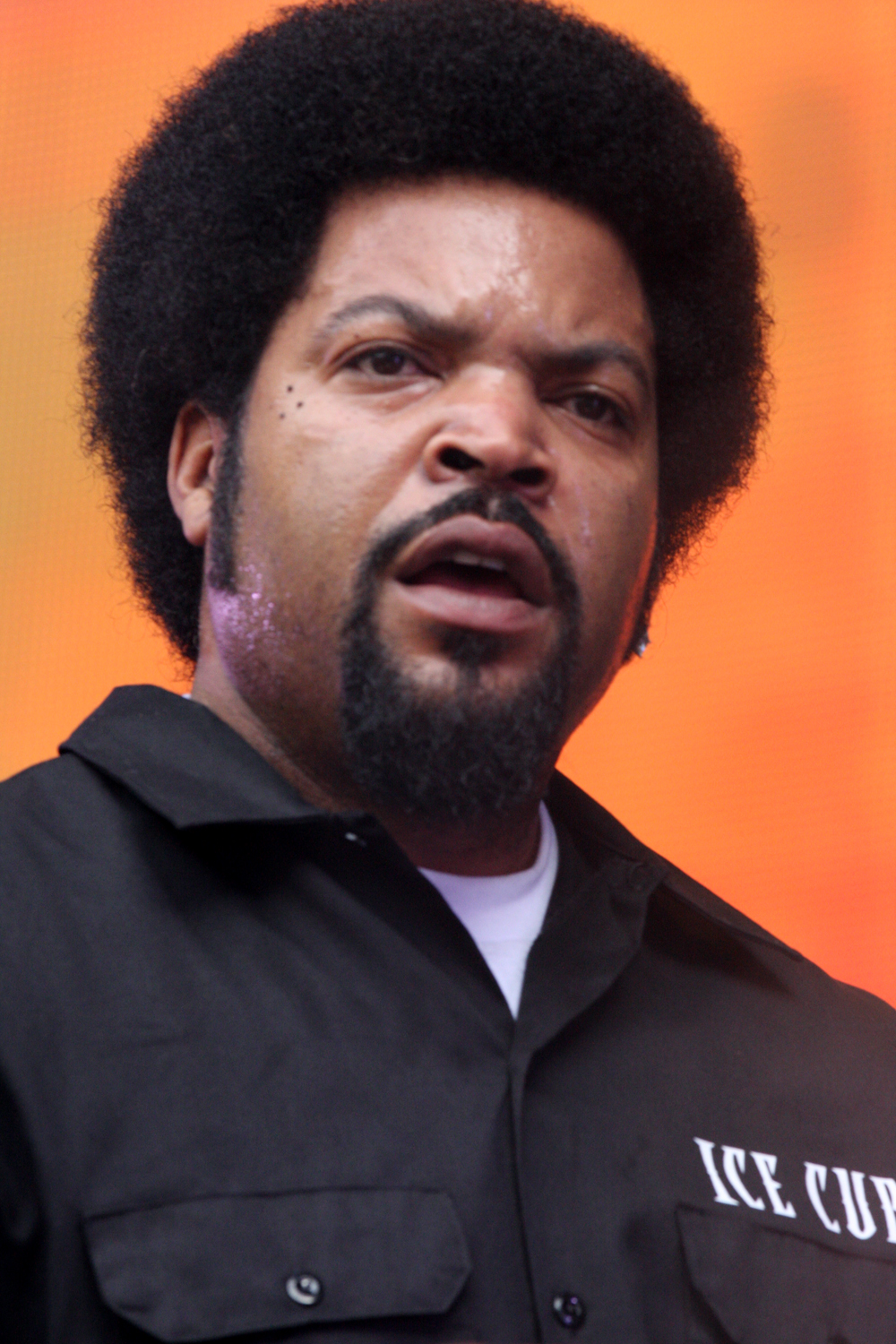
Ice Cube (2012)

Nach dem Doppelalbum konzentrierte sich Ice Cube auf die Schauspielerei. Mit Ausnahme des 2003 erschienenen Westside-Connection-Albums Terrorist Threats war er musikalisch nur an Soundtracks und Gastbeiträgen beteiligt. Mack 10 trennte sich von Westside Connection, weil er Ice Cubes Engagement in Hollywood störend für die Entwicklung der Gruppe fand.
Ebenfalls 2000 gründete Ice Cube das Filmproduktionsunternehmen Cube Vision, über die er fortan seine eigenen Filmprojekte abwickelte. Die Friday-Filme, abgesehen vom ersten, die Barbershop-Reihe, All About the Money und weitere wurden von diesem Unternehmen produziert. Auch die 2006 ausgestrahlte Reality-Show Black. White. wurde von Cubevision produziert. In den sechs Episoden der Show tauschten eine weiße und eine farbige Familie mittels professionellem Make-up die Hautfarbe, um Erfahrungen darüber zu sammeln, wie es sich anfühlt eine andere Hautfarbe zu besitzen. Ice Cube nahm mit Warren G den Titelsong auf. Die Serie wurde wegen der Unterstützung rassistischer Stereotypen und Vorurteilen sowie populistischer Vergleiche kritisiert. Entgegen der Behauptung der Serie bestand die weiße Familie aus professionellen Schauspielern, die bei einem Casting ausgewählt wurden und in keiner Beziehung zueinander standen. Die Serie wurde mit dem Emmy für die Maske ausgezeichnet.
Ice Cube hatte außerdem unter anderem Hauptrollen in den Actionfilmen xXx 2 – The Next Level und Hart am Limit sowie den Komödien Barbershop und Sind wir schon da?. Ferner tritt er auch als Filmproduzent in Erscheinung.

### 2006: Siebtes Soloalbum
2006 veröffentlichte Cube sein siebtes Soloalbum Laugh Now, Cry Later, welches auf Platz 4 der Billboard 200 gelangte. Das Album war wieder aggressiver als seine Vorgängeralben. Zu den Produzenten des Albums gehören neben Lil Jon, Scott Storch, Swizz Beatz und DJ Green Lantern auch Produzenten mit weniger Veröffentlichungen wie D'Maq und Mike Epps. Das Album war das erste Soloalbum, das nicht bei Priority Records, sondern bei Ice Cubes eigenem Label Lench Mob Records erschien.

## Diskografie
Studioalben

| Jahr | Titel Musiklabel                                               | Höchstplatzierung, Gesamtwochen, AuszeichnungChartplatzierungen (Jahr, Titel, Musiklabel, Platzierungen, Wochen, Auszeichnungen, Anmerkungen) | Höchstplatzierung, Gesamtwochen, AuszeichnungChartplatzierungen (Jahr, Titel, Musiklabel, Platzierungen, Wochen, Auszeichnungen, Anmerkungen) | Höchstplatzierung, Gesamtwochen, AuszeichnungChartplatzierungen (Jahr, Titel, Musiklabel, Platzierungen, Wochen, Auszeichnungen, Anmerkungen) | Höchstplatzierung, Gesamtwochen, AuszeichnungChartplatzierungen (Jahr, Titel, Musiklabel, Platzierungen, Wochen, Auszeichnungen, Anmerkungen) | Anmerkungen                                                   |
| Jahr | Titel Musiklabel                                               | DE | CH | UK | US | Anmerkungen                                                   |
| ---- | -------------------------------------------------------------- | --- | --- | --- | --- | ------------------------------------------------------------- |
| 1990 | AmeriKKKa’s Most Wanted Priority Records (Prority)             | — | — | UK48 Silber · (5 Wo.)UK | US19 Platin · (27 Wo.)US | Erstveröffentlichung: 16. Mai 1990 Verkäufe: + 2.250.000      |
| 1991 | Death Certificate Priority Records (Prority)                   | — | — | — | US2 Platin · (36 Wo.)US | Erstveröffentlichung: 29. Oktober 1991 Verkäufe: + 1.640.000  |
| 1992 | The Predator Priority Records (Prority)                        | DE60 (9 Wo.)DE | — | UK73 Silber · (1 Wo.)UK | US1 ×2Doppelplatin · (52 Wo.)US | Erstveröffentlichung: 17. November 1992 Verkäufe: + 2.775.000 |
| 1993 | Lethal Injection Priority Records (Prority)                    | DE66 (9 Wo.)DE | — | UK52 (1 Wo.)UK | US5 Platin · (48 Wo.)US | Erstveröffentlichung: 7. Dezember 1993 Verkäufe: + 1.935.000  |
| 1998 | War & Peace Vol. 1 (The War Disc) Priority Records (Prority)   | — | — | — | US7 Platin · (20 Wo.)US | Erstveröffentlichung: 17. November 1998 Verkäufe: + 1.490.000 |
| 2000 | War & Peace Vol. 2 (The Peace Disc) Priority Records (Prority) | DE29 (10 Wo.)DE | — | UK56 Silber · (2 Wo.)UK | US3 Gold · (25 Wo.)US | Erstveröffentlichung: 21. März 2000 Verkäufe: + 1.105.000     |
| 2006 | Laugh Now, Cry Later Lench Mob Records (EMI)                   | — | CH63 (4 Wo.)CH | — | US4 Gold · (21 Wo.)US | Erstveröffentlichung: 6. Juni 2006 Verkäufe: + 655.000        |
| 2008 | Raw Footage Lench Mob Records (EMI)                            | — | CH53 (4 Wo.)CH | — | US5 (11 Wo.)US | Erstveröffentlichung: 19. August 2008 Verkäufe: + 175.000     |
| 2010 | I Am the West Lench Mob Records (Essential)                    | — | — | — | US22 (5 Wo.)US | Erstveröffentlichung: 28. September 2010 Verkäufe: + 95.000   |
| 2018 | Everythang’s Corrupt Lench Mob Records (UMG)                   | — | CH63 (2 Wo.)CH | — | US62 (1 Wo.)US | Erstveröffentlichung: 7. Dezember 2018                        |
| 2024 | Man Down Lench Mob Records (Hitmaker)                          | — | — | — | US48 (1 Wo.)US | Erstveröffentlichung: 22. November 2024                       |

## Deutsche Synchronstimme
In seinen ersten Filmen wurde Ice Cube von Andreas Fröhlich synchronisiert, seit 1995 beinahe ausnahmslos von Tobias Meister.

## Filmografie (Auswahl)
Schauspieler
- 1991: Boyz n the Hood – Jungs im Viertel (Boyz n the Hood)
- 1992: Trespass
- 1994: Auf Ehre und Gewissen (The Glass Shield)
- 1995: Higher Learning – Die Rebellen (Higher Learning)
- 1995: Murder Was the Case: The Movie (Kurzfilm)
- 1995: Friday
- 1997: Dangerous Ground
- 1997: Anaconda
- 1998: The Players Club
- 1998: I Got the Hook Up
- 1999: Three Kings – Es ist schön König zu sein (Three Kings)
- 1999: Thicker Than Water
- 2000: Next Friday
- 2001: Ghosts of Mars
- 2002: All About the Money (All About the Benjamins)
- 2002: Barbershop
- 2002: Friday After Next
- 2004: Hart am Limit (Torque)
- 2004: Barbershop 2 (Barbershop 2: Back in Business)
- 2005: Sind wir schon da? (Are We There Yet?)
- 2005: xXx 2 – The Next Level (xXx: State of the Union)
- 2007: Sind wir endlich fertig? (Are We Done Yet?)
- 2008: First Sunday
- 2008: The Longshots
- 2009: Janky Promoters
- 2010: Lottery Ticket
- 2011: Rampart – Cop außer Kontrolle (Rampart)
- 2012: 21 Jump Street
- 2014: Ride Along
- 2014: 22 Jump Street
- 2014: Manolo und das Buch des Lebens (The Book of Life, Stimme von Candle Maker)
- 2015: Straight Outta Compton
- 2016: Ride Along: Next Level Miami (Ride Along 2)
- 2016: Barbershop: The Next Cut
- 2017: xXx: Die Rückkehr des Xander Cage (xXx: Return of Xander Cage)
- 2017: Fist Fight
- 2020: The High Note
- 2023: Teenage Mutant Ninja Turtles: Mutant Mayhem (Stimme von Superfly)
- 2025: Krieg der Welten (War of the Worlds)

Produzent
- 2000: Next Friday
- 2002: All About the Money (All About the Benjamins)
- 2002: Friday After Next
- 2005: Sind wir schon da? (Are We There Yet?)
- 2007: Sind wir endlich fertig? (Are We Done Yet?)
- 2008: First Sunday
- 2015: Straight Outta Compton
- 2016: Ride Along: Next Level Miami (Ride Along 2)

Ausführender Produzent
- 1995: Friday
- 1997: Dangerous Ground
- 1998: The Players Club
- 2004: Barbershop 2: Back in Business
- 2005: Barbershop: The Series (Fernsehserie, zehn Folgen)
- 2005: Beauty Shop
- 2006: Black. White. (Fernsehserie, sechs Folgen)

Regisseur
- 1994: Love Sign (Musikvideo von Prince feat. Nona Gaye)
- 1998: The Players Club

Drehbuchautor
- 1995: Friday
- 2002: All About the Money (All About the Benjamins)

## Auszeichnungen (Auswahl)
- 1992: Chicago Film Critics Association Award in der Kategorie „Bester Nebendarsteller“ für Boyz n the Hood – Jungs im Viertel (Nominierung)
- 1992: Chicago Film Critics Association Award in der Kategorie „Vielversprechendster Darsteller“ für Boyz n the Hood – Jungs im Viertel
- 1993: Kids’ Choice Award in der Kategorie „Lieblingsschauspieler“ für Boyz n the Hood – Jungs im Viertel (Nominierung)
- 1996: Image Award in der Kategorie „Bester Nebendarsteller“ für Die Rebellen (Nominierung)
- 1996: MTV Movie Award in der Kategorie „Bestes Film-Team“ für Friday (Nominierung – zusammen mit Chris Tucker)
- 2000: Black Reel Award in der Kategorie „Theatrical – Bester Nebendarsteller“ für Three Kings – Es ist schön König zu sein (Nominierung)
- 2000: Blockbuster Entertainment Award in der Kategorie „Favorite Action Team“ für Three Kings – Es ist schön König zu sein (zusammen mit Mark Wahlberg & George Clooney)
- 2000: MTV Movie Award in der Kategorie „Bester Komiker“ für Next Friday (Nominierung)
- 2003: Black Reel Award in der Kategorie „Theatrical – Bester Schauspieler“ für Barbershop – Ein haarscharfes Viertel (Nominierung)
- 2003: Image Award in der Kategorie „Bester Hauptdarsteller“ für Barbershop – Ein haarscharfes Viertel (Nominierung)
- 2005: Black Reel Award in der Kategorie „Bester Schauspieler, Musical oder Komödie“ für Barbershop 2 – Krass frisiert! (Nominierung)
- 2005: Teen Choice Award in der Kategorie „Choice Rap Artist in a Movie“ für xXx 2 – The Next Level (Nominierung)
- 2006: Kids’ Choice Award in der Kategorie „Lieblingsschauspieler“ für Sind wir schon da? (Nominierung)
- 2008: Kids’ Choice Award in der Kategorie „Lieblingsschauspieler“ für Sind wir endlich fertig? (Nominierung)
- 2011: Image Award in der Kategorie „Bester Serien-Nebendarsteller – Comedy“ für Are We There Yet?
- 2014: MTV Movie Award in der Kategorie „Bestes Filmpaar“ für Ride Along (Nominierung – zusammen mit Kevin Hart)
- 2014: Teen Choice Award in der Kategorie „Choice Movie Actor: Comedy“ für Ride Along (Nominierung)
- 2014: Teen Choice Award in der Kategorie „Choice Movie: Chemistry“ für Ride Along (Nominierung – zusammen mit Kevin Hart)
- 2014: Teen Choice Award in der Kategorie „Choice Movie: Hissy Fit“ für 22 Jump Street (Nominierung)
- 2016: AFI Award in der Kategorie „Film des Jahres“ für Straight Outta Compton (zusammen mit Matt Alvarez, F. Gary Gray, Dr. Dre & Scott Bernstein)
- 2016: Black Reel Award in der Kategorie „Outstanding Motion Picture“ für Straight Outta Compton (Nominierung – zusammen mit F. Gary Gray, Matt Alvarez & Scott Bernstein)
- 2016: PGA Award in der Kategorie „Bester Filmproduzent“ für Straight Outta Compton (Nominierung – zusammen mit Matt Alvarez, F. Gary Gray, Dr. Dre & Scott Bernstein)
- 2016: Teen Choice Award in der Kategorie „Choice Movie Actor: Comedy“ für Barbershop: The Next Cut (Nominierung)
- 2017: Stern auf dem Hollywood Walk of Fame in der Kategorie Musik